# Brigitte Osterbrink
Brigitte Josefa Osterbrink (* 1. Mai 1954 in Emsdetten; † 14. August 2012) war eine deutsche Krankenschwester und Pädagogin.
Osterbrink absolvierte ab 1972 in eine dreijährige Ausbildung zur Krankenschwester und war anschließend in verschiedenen Krankenhäusern in der Region Münster tätig. Von 1986 bis 1988 war sie Lehrerin für Pflegeberufe an der Katholischen Akademie für Gesundheitsberufe in Regensburg. Von 1995 bis 1999 studierte sie Pflegemanagement an der Katholischen Fachhochschule Norddeutschland. Von 2002 bis 2004 folgte ein Studium im Fachbereich Gesundheitswissenschaften an der Universität Hamburg, das sie mit Promotion zum Dr. phil. abschloss.
1990 übernahm sie die Leitung der Akademie für Gesundheitsberufe am Mathias-Spital in Rheine. Maßgeblich trug sie zur Weiterentwicklung der Einrichtung zu einem Wissenschaftsstandort bei. Nach staatlicher Anerkennung der Mathias Hochschule Rheine als Fachhochschule war sie von August 2009 bis zu ihrem Tod Präsidentin der Hochschule. Ihre Nachfolgerin wurde Elke Donath, die bereits den Aufbau der Hochschule begleitet hatte.

## Ehrungen
- 2011: Verdienstkreuz am Bande der Bundesrepublik Deutschland[3]